# 326-го Квартала
Посёлок 326-го Квартала, 326-го Квартала — посёлок в Кемеровской области России, входит в состав Анжеро-Судженского городского округа. Население 129 человек (2021).

## География
Посёлок расположен в Кузнецкой котловине, в лесной местности, у р. Левые Козлы.
Уличная сеть состоит из шести географических объектов с однотипным названием: ул. Черемховская, ул. Черемховская 1-я, ул. Черемховская 2-я, ул. Черемховская 3-я, ул. Черемховская 4-я, ул. Черемховская 5-я

## Население
| 1970 | 1979 | 1989 | 2002 | 2010 | 2021 |
| ---- | ---- | ---- | ---- | ---- | ---- |
| 603  | ↘478 | ↗781 | ↘282 | ↘194 | ↘129 |

Национальный и гендерный состав
По данным Всероссийской переписи населения на 2010 год, в посёлке проживало 194 человека (90 мужчин и 104 женщины, 46,4 и 53,6 %% соответственно).
Согласно результатам переписи 2002 года, в национальной структуре населения русские составляли 56 %, татары 26 % от 282 жителей.

## Транспорт
Остановка «326-й квартал». Автобусы маршрута 2